# Oreothlypis superciliosa
La parula semilunare (Oreothlypis superciliosa Hartlaub, 1844) è un piccolo uccello della famiglia dei Parulidi. Specie molto comune in tutto il suo areale montano, si incontra dal Messico settentrionale al Nicaragua settentrionale. Mostra una certa affinità agli alberi di quercia.

## Tassonomia
Se ne riconoscono cinque sottospecie:
- O. s. sodalis (R. T. Moore, 1941) - Messico nord-occidentale e occidentale;
- O. s. mexicana (Bonaparte, 1850) - Messico orientale;
- O. s. palliata (van Rossem, 1939) - Messico sud-occidentale;
- O. s. superciliosa (Hartlaub, 1844) - Messico meridionale, Guatemala, El Salvador e Honduras occidentale;
- O. s. parva (W. Miller e Griscom, 1925) - Honduras orientale e Nicaragua.

## Descrizione
A prima vista la parula semilunare è simile nell'aspetto sia alla parula settentrionale che alla parula tropicale, in quanto presenta regioni inferiori gialle, testa grigia e dorso verdastro, ma nessuna delle due possiede una striscia sopracciliare color bianco intenso. I maschi adulti possiedono una caratteristica macchia castana a forma di mezzaluna sul petto, meno evidente e talvolta assente nelle femmine e negli esemplari giovani.

## Biologia
Questi uccelli monogami e solitari si fanno più gregari in inverno, unendosi a gruppi costituiti da specie miste per andare in cerca di cibo (per lo più insetti, ma talvolta frutti e bacche dei livelli medi e superiori degli alberi). Si muove saltellando tra i ramoscelli e il fogliame, raccogliendo cibo dalla parte inferiore delle foglie, e stando appesa a testa in giù sotto le foglie in modo simile alle cince per controllarne la superficie alla ricerca di prede.
La parula semilunare costruisce il nido in cima a cespi di erba tussock o in prossimità del terreno al riparo di una collinetta o un argine. Di solito depone 1-2 covate all'anno. Si ritiene che la femmina costruisca il nido senza l'aiuto del maschio, raccogliendo muschio, erba, aghi di conifere e materiali sottili per foderarne l'interno. Successivamente depone in media tre uova di colore bianco uniforme. La cova, effettuata dalla sola femmina, dura all'incirca 12-14 giorni. I pulcini sono nidicoli e vengono accuditi dalla femmina, ma alimentati da entrambi i genitori. I giovani rimangono nel nido per un periodo stimato di 8-10 giorni.